# ヴェヌーシア・e30
e30は、東風日産が製造、ヴェヌーシアブランドで販売している電気自動車である。

## 初代（2014年 - 2018年）
2014年9月、ヴェヌーシアブランド初の電気自動車として販売を開始。初代日産・リーフをベースに開発された。

## 2代目（2019年 - ）
2019年10月23日、発売。先代と異なり、ルノー・シティK-ZEをベースに開発された。